# Michel de Ghelderode
Michel de Ghelderode es el seudónimo literario de Adhémar Adolphe Louis Martens (Ixelles, 3 de abril de 1898 - Schaerbeek,  1 de abril de 1962), dramaturgo y narrador belga de vanguardia que escribió en francés. Autor prolífico, escribió más de sesenta obras teatrales, un centenar de cuentos, numerosos artículos sobre el arte y el folclore. También es el autor de una impresionante correspondencia de más de 20 000 cartas. Es el creador de un universo fantástico e inquietante, a menudo macabro, grotesco y cruel.

## Biografía
Nació en Ixelles, Bélgica de origen flamenco. Hizo sus estudios en francés, que era lo más conveniente para el ascenso social. De su padre, empleado en los archivos del Reino, guardará el interés por la historia, especialmente por la Edad Media, el Renacimiento y la Ilustración: "Realmente me siento contemporáneo de la gente de la Edad Media y el Prerrenacimiento. Sé cómo viven y conozco cada uno de sus empleos. Su pensamiento, su corazón, su hogar y hasta su habitación me es familiar." De parte de su madre, recordará las leyendas e historias de las gente modestas contadas en las fogatas.
Colegiado y ascendido a un órgano católico de Bruselas, el instituto de San Luis, vive en un ambiente religioso que lo aterra, y cuando pierde la fe en Dios, en plena adolescencia, seguirá creyendo en cambio en el poder del mal. Escribe: "Mucho me amenazaron al mismo tiempo, mis padres y los sacerdotes, y mi vida se construyó sobre lo peor (...) El cura protestaba en el sermón donde se nos reunía cada noche, como a acusados en un juicio. Y bajábamos la frente. Un viento helado nos rozaba la nuca y temíamos que la puerta se abriese y que algún ente invisible nos viniera a arrebatar." O también: "La existencia del diablo es verdadera, basta con observar alrededor de uno. Dios se manifiesta raramente." Pero de su educación religiosa, recordará los aspectos rituales y mágicos, se podría decir teatrales, que alimentarán su obra y lo fascinarán: "Lo maravilloso de la Biblia: ¡Las espadas fulgurantes de la gloria divina en el Antiguo Testamento - y la trágica elegía de Jesús en el Nuevo Testamento! La "magia" de la misa: el incienso, la música, la oración, el envolvimiento de los bordes y de los órganos; las fiestas: navidad, la pascua..., las procesiones. El Misterio del Transubstanción, los esplendores de la martirología... "
Su padre lo llevaba a la ópera, al teatro de marionetas (Théâtre de Toone), pasa también el tiempo en la Feria del Mediodía. Los fastos de la ópera, el carácter popular de las marionetas y de la feria (donde se representa la commedia dell'arte) serán, junto a la historia, sus fuentes de inspiración. Sus primeras obras, escritas en francés, serán representadas primero en traducción holandés en el "Vlaamsche Volkstooneel", una compañía a la vez popular y de vanguardia, antes de que conozcan después de la Segunda Guerra Mundial tal éxito en París que se hablaba de una "ghelderoditis aguda". Sus obras tratan acerca de los límites de la experiencia humana, desde la muerte y la degradación hasta la exaltación religiosa. Su obra de 1934 La Balade du grand macabre sirvió como base e inspiración para la ópera de György Ligeti Le Grand Macabre. Se casó en 1924 con Jeanne-Françoise Gérard. 
Posteriormente será reemplazado por otras obras que conocerán el éxito en esta ciudad, las de Beckett e Ionesco. Pero se representarán varias de sus obras por todas partes del mundo: en Bruselas, Roma, Milán, Ámsterdam, La Haya, Dublín, Cracovia, Alemania, Austria, Inglaterra, España, Noruega, Dinamarca, Polonia y también en otros continentes: en Nueva York, Chicago, Buenos Aires, Río de Janeiro, Bogotá, Montreal, Tel-Aviv y también en Japón. Murió en Schaerbeek, Bruselas.

## Obras

### Teatro
- Christophe Colomb (1927)
- Don Juan (1928)
- Barabbas (1928)
- Fastes d'enfer (1929)
- Pantagleize (1929)
- Magie rouge (1931)
- La Balade du grand macabre (1934)
- Mademoiselle Jaïre (1934)
- Hop Signor! (1935)
- Marie la misérable (1952)
- L'école des bouffons (1953)
- Les aveugles (1956)

### Prosa
- La Flandre est un songe (1953)